# Karl Friedrich Horn
Karl Friedrich Horn (* 14. März 1779 in Königsberg i. Pr.; † 16. April 1831 ebenda) war ein deutscher Verwaltungsjurist und Kommunalbeamter.

## Leben
Horn besuchte das Altstädtische Gymnasium und begann als 15-Jähriger an der Albertus-Universität Rechtswissenschaft zu studieren. Seit 1797 Auskultator und seit 1800 Referendar, wurde er in Königsberg zum Dr. iur. promoviert. Er wurde 1807 Stadtrat und 1811 Bürgermeister seiner Vaterstadt. Mit August Wilhelm Heidemann war er am 5. Februar 1813 im  Landschaftsgebäude, als die Ostpreußische Landwehr ausgerufen wurde. Bereits 1814 Oberbürgermeister, empfing er die aus den Befreiungskriegen heimkehrenden Truppen. 1826 wurde er von den Stadtverordneten nicht wiedergewählt. Horn schrieb wichtige Beiträge zur Preußischen Städteordnung. Er starb mit 52 Jahren an den Folgen eines Schlaganfalls.

## Schriften
- Nachrichten über die Stadtverwaltung des Jahres 1814 zu Königsberg in Preussen, dargestellt in einem der Stadtverordneten-Versammlung am 30. December des gedachten Jahres gehaltenen Vortrage. 1815. Digitalisat
- Ueber die städtische Verwaltung in den Jahren 1817 und 1818 zu Königsberg in Preußen. 1819. Digitalisat
- Über die städtische Verwaltung zu Königsberg in Preußen in den Jahren 1819 und 1820. 1821.
- Bemerkungen zu der Schrift des Herrn Professor Friedrich v. Raumer: Ueber die preußische Städteordnung.
- Die preußische Städte-Ordnung. 1829.

## Ehrungen
- Geh. Regierungsrat